# Voivodato di Sieradz

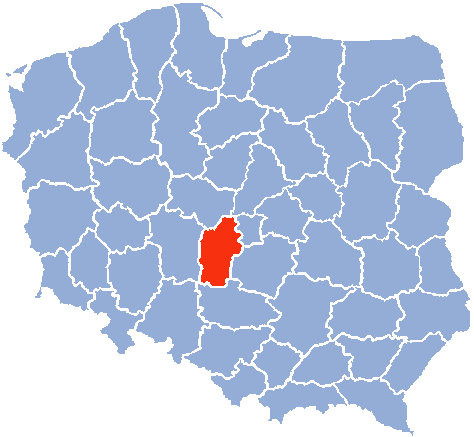
Posizione del voivodato di Sieradz

Il voivodato di Sieradz (in polacco: województwo sieradzkie) era un'unità di divisione amministrativa e governo locale della Polonia esistito a più riprese.

## XIV secolo - 1775
La prima volta fu istituito dal XIV secolo fino alla spartizione della Polonia nel 1772-1775, e faceva parte della Provincia della Grande Polonia.
Sede del Governatore:
- Sieradz

Voivodi:
- Kasper Denhoff (1634-1645)

Divisione amministrativa:
- Regione di Sieradz
- Regione di Wieluń

Sedi del consiglio regionale:
- Szadek
- Wieluń

Sede del Tribunale della Corona:
- Piotrków Trybunalski

Altre città:
- Turek
- Ostrzeszów
- Radomsko

Voivodati confinanti:
- Voivodato di Kalisz
- Voivodato di Łęczyca
- Voivodato di Sandomierz
- Voivodato di Cracovia
- Voivodato della Slesia

## 1975 - 1998
Il Voivodato di Sieradz fu reistituito come unità di governo locale della Polonia negli anni 1975-1998, e fu sostituito nel 1999 dal Voivodato di Łódź. 
La città capitale era Sieradz, mentre altre città importanti erano Zduńska Wola, Wieluń e Łask.